# Poljšica pri Podnartu
Poljšica pri Podnartu je naselje v Občini Radovljica.